# Hadrosaurus
Гадрозавр (Hadrosaurus) — рід гадрозаврових орнітоподів, що мешкали на території сучасної Північної Америки в пізній крейдяний період формації Woodbury в штаті Нью-Джерсі близько 83,6—77,9 млн років тому. Голотипний зразок був знайдений у флювіальному морському відкладенні, що означає, що труп тварини був перенесений річкою і вимитий у море. Деякі скам'янілості знайдені у формації Tar Heel/Coachman.
Hadrosaurus foulkii, єдиний вид цього роду, відомий за одним екземпляром, що складається з більшої частини скелета і частин черепа.

## Історія вивчення

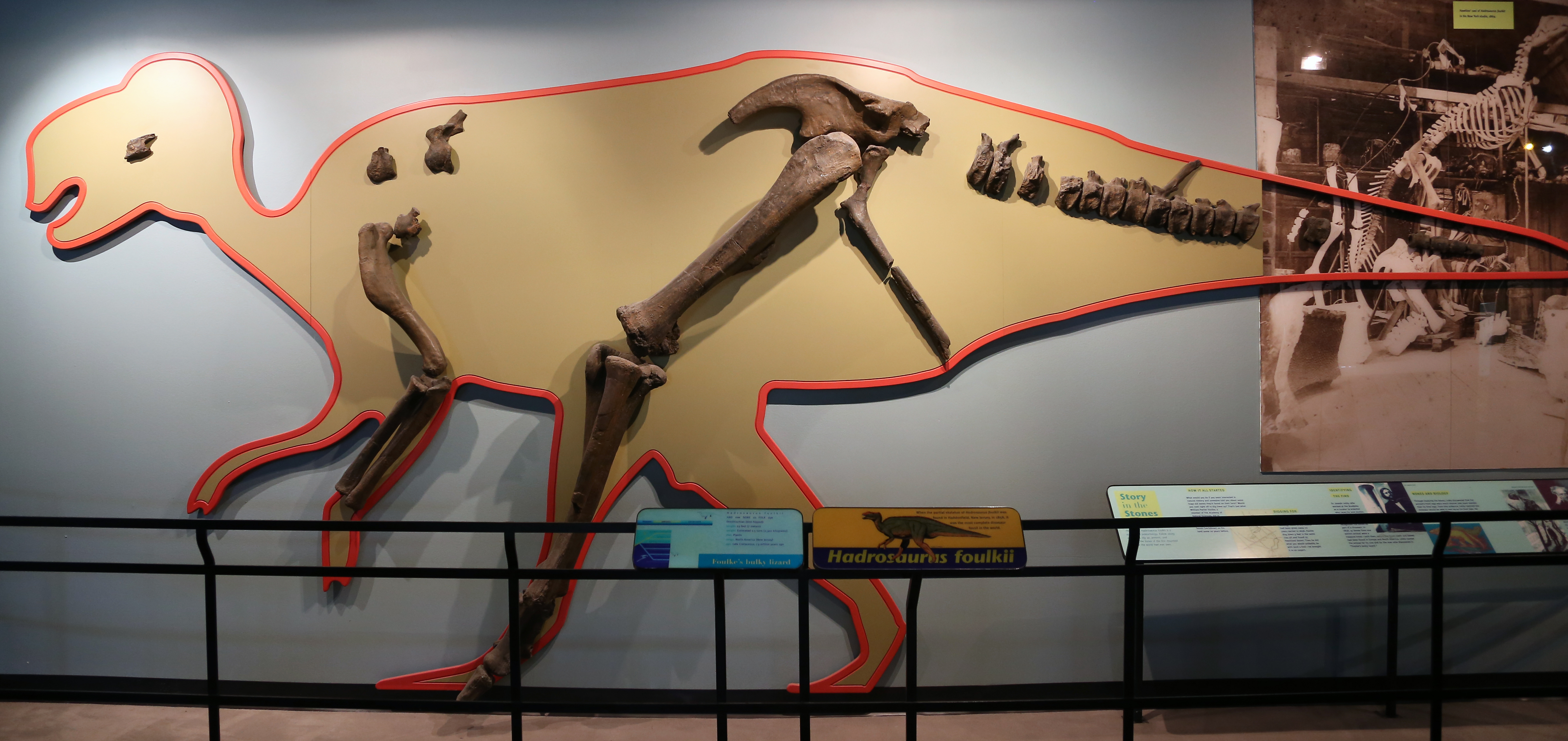
Відомі рештки (зліпок)

Влітку 1858 року Вільям Паркер Фулк, натураліст із Філадельфії, почув про відкриття за два десятиліття до того скам‘янілих кісток в пізньокрейдових мергелях формації Вудбері в Гаддонфілді, Нью-Джерсі. В результаті подальших розкопок було виявлено нове скупчення кісток. Фулк повідомив про знахідку Джозефу Лейді з Філадельфійської академії природничих наук. Лейді (1859) описав зуби, фрагментарну щелепу, численні хребці й частково збережені передню й задню кінцівки як новий рід і вид динозавра, Hadrosaurus foulkii, видову назву давши на честь Вільяма Фулка. Новий таксон був першим видом динозавра з Нового Світу відомим із настільки цілісних решток. Лейді у своїй першій публікації присвяченій цій тварині оцінив її довжину в 8 метрів. Він відзначав подібність її зубів і хребців до таких ігуанодона з ранньої крейди Великої Британії. Також Лейді звернув увагу на різницю в довжині між передніми й задніми кінцівками й припустив, що гадрозавр міг пересуватися в позі подібній до кенгуру, спираючись на свої ноги й хвіст. Він вважав гадрозавра напівводною твариною добре пристосованою до пересування в прісній воді. Знахідку зразка в морських покладах він пояснював транспортацією до моря річковими потоками. Коп (1868) стверджував, що тварина могла часом ходити на зігнутих у колінах задніх кінцівках, тягнучи хвіст по землі. Коп вважав, що гадрозавр жив у солоноводних лагунах, і, спираючись на свої задні кінцівки, хвіст і тазові кістки міг дотягуватись до рослинності, свої передні кінцівки використовуючи для наближення їжі до рота. Наступного року, в масштабній праці про рептилій і амфібій Північної Америки, Коп виділив для гадрозавра нову родину — Hadrosauridae. Пізніше, 1874 року, Коп відніс до гадрозавра декілька фрагментарних зразків, включно з двома хвостовими хребцями й фалангою голотипа Thespesius occidentalis і голотипом Claosaurus agilis із формації Найобрара західної Небраски. 1868 року Лейді припустив, що H. foulkii та Trachodon mirabilis можуть належати до одного роду. 1869 року Коп синонімізував Trachodon і Thespesius із Hadrosaurus, проте 1870-го Лейді заперечив, що, не дивлячись на подібність морфології зубів, що була основною причиною синонімізації, Hadrosaurus відрізнявся від Thespesius за морфологією хвостових хребців достатньо для розрізнення цих таксонів. Лідеккер (1888) знову синонімізував Hadrosaurus із Trachodon через подібність морфології зубів.
Гадрозавр втратив своє значення як один із найліпше збережених динозаврів відомих науці з відкриттям нових прекрасно збережених зразків на заході США і в Європі наприкінці 19 й упродовж 20 століття, і науковий інтерес до нього почав згасати на фоні цих знахідок. Lull & Wright (1942) у своїй монографії про північноамериканських гадрозаврид постаралися визначити положення H. foulkii відносно численних нових таксонів, які було виділено до того часу. Вони віднесли його до підродини Hadrosaurinae (Saurolophinae) на підставі характеристик сідничної кістки, пропорцій передніх кінцівок і форми зубів. Остром (1961) вказав, що матеріал гадрозавра занадто фрагментарний для визначення його приналежності до форм із твердими чи порожнистими гребенями на основі краніальних характеристик. Тим не менше, він схилявся до того, щоб надалі розглядати його як гадрозаврина. Бейрд і Хорнер 1977-го опублікували автореферат, в якому запропонували синонімізацію O. immanis і H. cavatus із H. foulkii, і Gryposaurus із Hadrosaurus, а також віднесення H. minor до Edmontosaurus. Надалі значна частина досліджень, що включали гадрозавра, фокусувались на питанні про його зв‘язки з Gryposaurus, щодо яких так і не виникло згоди: тоді як одні автори вважали їх відмінними, інші розглядали ці таксони як близько споріднені чи синонімічні. Prieto-Márquez et al. (2006) провели перегляд таксономії гадрозавра. Вони не виявили в голотипа унікальних характеристик, що дозволили б відрізняти його від інших гадрозаврид, через що визнали Hadrosaurus nomen dubium. Prieto-Márquez (2011), однак, дійшов висновку, що Hadrosaurus foulkii — валідний таксон. Він вважав, що його можна відрізнити від решти гадрозаврид на основі комбінації ознак, до якої належать: дельтопекторальний гребінь плечової кістки короткий (дещо більше за 40 % довжини кістки), має широкий і дугоподібний латеродистальний край, клубова кістка має надкульшовий гребінь близько половини довжини центральної клубової плити, й найнижча точка надкульшового гребеня розташовується над каудальним бугром сідничного відростка.

## Сумнівні та застарілі види
- Hadrosaurus tripos (Cope, 1869). Голотип, чотири хвостових хребці, було виявлено в пліоценових покладах Північної Кароліни. Насправді кит родини смугачевих.

- Ornithotarsus immanis (Cope, 1869). Голотип складається з дистальної частини великогомілкової, надп‘яткової, п‘яткової та дистальної частини малогомілкової кісток. Вік не визначено з точністю: Colbert (1948) припускав, що зразок походить із кампанської формації Вудбері, проте Cope (1869) та Lull & Wright (1942) стверджували, що його було знайдено в породах ранньокрейдового віку. Голотип було визнано недіагностичним, тож O. immanis наразі є nomen dubium.

- Hadrosaurus minor (Marsh, 1870). Голотип складається з невизначеної кількості спинних хребців молодої особини. Також до цього виду було віднесено численні інші посткраніальні фрагменти, що, подібно до голотипа, походять із пізньокрейдових покладів Нью-Джерсі. Матеріал віднесений до цього таксона є недіагностичним.

- Hadrosaurus cavatus (Marsh, 1889). Засновано на тілах чотирьох хребців із крейдових покладів Нью-Джерсі. Наразі вважається nomen dubium.

- Hadrosaurus breviceps (Marsh, 1889). Засновано на фрагментарній зубній кістці знайденій у формації Річка Джудіт на території Вайомінгу. Lull & Wright (1942) вважали H. breviceps видом критозавра. Насправді, однак, ідентифікація цього зразка на рівні нижчому за родинний неможлива і Hadrosaurus breviceps є nomen dubium.

- Hadrosaurus paucidens (Marsh, 1889). Голотип складається з майже цілісної лускатої й правої верхньощелепної кісток, знайдених на території Монтани в формації Річка Джудіт. 1890 року Марш дійшов висновку, що матеріал H. paucidens належить цератопсовому динозаврові. Остром (1964) відніс цей зразок до ламбеозавра. Фрагментарність цього зразка не дозволяє ідентифікувати його точніше за Lambeosaurinae indet.